# Charles Ackerly
Charles Ackerly (né le 3 janvier 1898 à New York et le 16 août 1982 à Clearwater) est un lutteur sportif américain.

## Biographie
Charles Ackerly obtient une médaille d'or olympique, en 1920 à Anvers en poids plumes.